# Астраханський ГПЗ — Камиш-Бурун (Нафтокумськ)
Астраханський ГПЗ – Камиш-Бурун (Нафтокумськ) – найбільший серед газопроводів, введених в дію для видачі продукції Астраханського газопереробного заводу.
У 1986 році почалась розробка гігантського Астраханського газоконденсатного родовища. Після переробки на ГПЗ (зокрема, тут вилучались величезні обсяги сірки) підготований газ спрямовувався до кількох трубопроводів, найбільшим з яких був прокладений до Нафтокумська. Він має довжину 349 км та прямує через Калмикію на схід Ставропольського краю, де підключається до системи газопроводів, створених колись навколо Нафтокумського ГПЗ . При цьому перші 133 км виконали в діаметрі 1020 мм, тоді як наступна частина траси має діаметр 820 мм. 
Трубопровід має перемички з кількома іншими газопроводами, як то Єрмолинське – Астрахань (по останньому до запуску Астраханського ГПЗ відбувались поставки з напрямку Камиш-Буруну) та Макат — Північний Кавказ (споруджений для транспортування ресурсу середньоазійського походження).
Газопровід розрахований на робочий тиск у 5,4 МПА та має пропускну здатність у 3,3 млрд м3 на рік.